# (8964) Corax
(8964) Corax (7643 P-L) – planetoida z grupy pasa głównego asteroid okrążająca Słońce w ciągu 3,25 lat w średniej odległości 2,19 au. Odkryta 17 października 1960 roku.